# L'Aquila Calcio 1927
L'Aquila Calcio 1927 là một câu lạc bộ bóng đá Ý đến từ L'Aquila, Abruzzo.

## Lịch sử
Sự tồn tại của các câu lạc bộ bóng đá ở L'quila có thể bắt nguồn từ năm 1910, khi một câu lạc bộ nghiệp dư có tên Football Club L'Aquila, sau đó không đăng ký vào Liên đoàn bóng đá Ý, đã tồn tại. Năm 1926, câu lạc bộ bắt đầu sử dụng màu đỏ và màu xanh lam làm màu chính thức. Năm 1929, một câu lạc bộ mới có tên là Socà Sportiva Città dell'Aquila được thành lập, nhưng chỉ tồn tại được vài năm. Vào tháng 9 năm 1931, Associazione Sportiva L'Aquila được thành lập như các tổ chức phát xít thể thao địa phương bắt đầu chơi ở giải địa phương Seconda Divisione. Sau hai lần thăng hạng, L'quila đã trải qua mùa giải đầu tiên ở Serie B. Năm 1936, một tai nạn tàu hỏa trên tuyến đường sắt Terni canh Sulmona gần Contigliano, Lazio đã làm một số cầu thủ của đội bị thương nặng và huấn luyện viên trưởng Attilio Buratti đã chết. Sau đó, câu lạc bộ sau đó đã không thể thoát khỏi sự xuống hạng và hành trình Serie B của nó đã kết thúc sau ba mùa giải.
Vào tháng 12 năm 1937, Lunquila đã chơi một trận Coppa Italia với Juventus và thua cách biệt ba bàn, 4 -1. Câu lạc bộ đã trải qua tổng cộng năm mùa giải ở Serie C trước khi họ bị gián đoạn trong Thế chiến II. Vào năm 1943, câu lạc bộ đã được thành lập lại khi Sportiva Lít 1944 chơi ở Serie C ba mùa nữa từ năm 1945 đến 1948. Sau khi trải qua vài mùa giải ở các giải đấu hạng thấp hơn, câu lạc bộ đã được chuyển đến Serie C vào năm 1958, nơi nó đã trải qua một thập kỷ sau khi bị xuống hạng ở Serie D năm 1969. Câu lạc bộ đã thăng hạng lên Serie C2 vào năm 1979, mặc dù một lần nữa, họ đã xuống hạng với vị thế bóng đá nghiệp dư vào năm 1982.
Vào năm 1993, câu lạc bộ đã được chuyển đến Serie C2 để lấp chỗ trống giải đấu, nhưng câu lạc bộ đã sụp đổ một năm sau đó do phá sản. Năm 1994, Associazione Sportiva L'Aquila được thành lập và được nhận vào Eccellenza, và sau đó trở thành Vis L'Aquila vào năm 1995 sau khi sáp nhập với đội hình Serie D Paganica Calcio. Năm 1998, câu lạc bộ đã thăng hạng lên Serie C2, và đến Serie C1 năm 2000 sau khi giành chiến thắng trong trận play-off với Acireale.
Vào năm 2004, câu lạc bộ đã xuống hạng trở lại Serie C2, chỉ một lần nữa rơi vào tình trạng đó và được nhận lại cho Eccellenza dưới tên hiện tại của họ. Sau trận động đất ở mùa hè năm 2009, câu lạc bộ đã được thăng hạng lên Serie D dưới sự cân nhắc của Lega Nazionale Dilettanti sau khi nhận ra rằng câu lạc bộ không thể hoàn thành hai trận đấu còn lại trong mùa giải khi câu lạc bộ đứng ở đầu bảng. Trong mùa giải 2009-10, câu lạc bộ đã được thăng hạng từ Serie D lên Lega Pro Seconda Divisione. Một lần thăng hạng khác, lần này là Lega Pro Prima Divisione, đã diễn ra sau vòng playoffs vào năm 2012-13; tiếp theo là vị trí thứ năm ấn tượng và vòng playoff thăng hạng sau đó (sau đó thua Pisa).
Vào mùa hè 2015, đội đã bị phạt một điểm vì gian lận thể thao.

## Cầu thủ
Để biết danh sách đầy đủ các cựu cầu thủ, hãy xem các cầu thủ của đội tuyển bóng đá thế giới 1927
Danh sách các cựu cầu thủ này bao gồm những người đã thi đấu quốc tế, đóng góp đáng kể cho đội về lối chơi hoặc bàn thắng khi chơi cho đội hoặc những người đã đóng góp đáng kể cho đội trước khi họ chơi cho đội hoặc sau khi họ rời đi. Đội rõ ràng là chưa hoàn thành và bao gồm tất cả, và bổ sung và tinh chỉnh sẽ tiếp tục được thực hiện theo thời gian.
| - Annibale Frossi (1935—1936) | - Jehad Muntasser (2001—2002) | - Kenneth Zeigbo (2001—2002) |

## Huấn luyện viên đáng chú ý
- liên_kết=|viền Ottavio Barbieri (1933-1934)
- liên_kết=|viền András Kuttik (1936-1937)
- liên_kết=|viền Giovanni Degni (1954-1955)
- liên_kết=|viền János Nehadoma (1957-1958)
- liên_kết=|viền Dino Bovoli (1963-1964)
- liên_kết=|viền Renato Benaglia (1972-1973)
- liên_kết=|viền Sergio Petrelli (1978-1979)
- liên_kết=|viền Leonardo Acori (1991-1992)
- liên_kết=|viền Bruno Nobili (1993-1994, 1995-1996)
- liên_kết=|viền Paolo Stringara (2000-2001)
- liên_kết=|viền Bruno Giordano (2002-2003)